# Agnes Fay Morgan Research Award
Der Agnes Fay Morgan Research Award wurde im Jahr 1951 von der US-amerikanischen Honor Society Iota Sigma Pi begründet. Die Auszeichnung wird Frauen, die nicht älter als 40 Jahre sind, für Forschungen in den Bereichen Chemie oder Biochemie verliehen.
Die Auszeichnung ist nach Agnes Fay Morgan (1884–1968) benannt worden. Agnes Fay Morgan war eine Biochemikerin und Ernährungswissenschaftlerin, die in Peoria, Illinois, USA geboren wurde. Sie studierte an der University of Chicago und lehrte an der University of California. Dort half sie 1919 bei der Organisation des Hauswirtschafts-Bereichs. Als Mitbegründerin der Ernährungswissenschaft konzentrierte sich ihre Arbeit auf die Analyse von Nährstoffen in Nahrungsmitteln, die Stabilität von Vitaminen und Proteinen während der Verdauung und den physiologischen Effekten von Vitamindefiziten auf den menschlichen Körper. Besonders bemerkenswert war ihre Entdeckung der Rolle der Pantothensäure in den Nebennierenfunktionen und der Pigmentierung. Ihre Arbeit für die Regierung und private Auftraggeber beinhalteten die Entwicklung und Verbesserung der Entwässerung von Lebensmitteln.

## Preisträgerinnen
- 1951 Charlotte Roderuck
- 1952 Mary Louise Quaife
- 1954 Donna B. Coslich
- 1957 Marjorie M. Nelson
- 1960 Evelyn L. Oginsky
- 1963 Maxine F. Singer
- 1966 H. Sue Hanlon
- 1969 Mary L. Good
- 1972 Janet Del Bene
- 1975 Giovanna Ferro-Luzzi Ames
- 1978 Joyce Benjamins
- 1981 Marcetta York Darensbourg
- 1984 Marye Anne Fox
- 1987 Marion Thurnauer
- 1990 Victoria L. McGuffin
- 1991 Cynthia Friend
- 1992 Jacqueline K. Barton
- 1993 Geraldine L. Richmond
- 1994 Jeanne Pemberton
- 1995 Jennifer S. Brodbelt
- 1996 Robin Garrell
- 1997 Susan M. Lunte
- 1998 Anne B. Myers
- 1999 Nancy Makri
- 2000 Kim Baldridge
- 2001 Jean Chmielewski
- 2002 Alanna Schepartz
- 2003 Tamar Schlick
- 2004 Carolyn Bertozzi
- 2005 Sharon Hammes-Schiffer
- 2006 Mei Hong
- 2007 Anna Krylov
- 2008 Julia Chan
- 2009 Helen Blackwell
- 2010 Kyoung-Shin Choi
- 2011 Lauren Webb
- 2012 Michelle Chang
- 2013 Malika Jeffries-El
- 2014 Amy Lucia Prieto
- 2015 Jin Kim Montclare
- 2016 Vy Dong
- 2019 Leslie Hicks
- 2020 Jillian Dempsey
- 2022 Ellen Sletten
- 2023 Prineha Narang
- 2024 Davita Watkins
- 2025 Yan-Yan Hu[1]